# Forma mentis
Forma mentis es una locución latina que significa literalmente 'forma/idea/impostación de la mente'.
Se trata de una expresión utilizada sobre todo en filosofía y en psicología cuando se refiere específicamente al modo de pensar o actuar de una persona o de un colectivo, sobre todo si es condicionada o se considera condicionada a una educación con una precisa orientación temática o pragmática.
- Datos: Q2498139